# Svensk Filmindustri
AB Svensk Filmindustri is een Zweedse filmmaatschappij. Het is een van de oudste nog bestaande filmmaatschappijen ter wereld. Internationaal is SF voornamelijk bekend van de films van Ingmar Bergman en de verfilming van de kinderboeken van Astrid Lindgren.

## Geschiedenis
Svensk Filmindustri ontstond op 27 december 1919 door de fusie van Svenska Biografteatern en Filmindustri AB Scandia. De hoofdaandeelhouder was industrieel Ivar Kreuger. Door de fusie beschikte SF over 70 bioscopen in Zweden en een aandelenkapitaal van 35.000 kronen. De eerste directeur was Charles Magnusson en de destijds wereldberoemde regisseurs Victor Sjöström en Mauritz Stiller behoorden tot zijn staf. Het bedrijf had kantoren in Berlijn, Londen, Parijs, Amsterdam en New York.
In 1920 kon SF in zijn nieuwe filmstudio's in Solna intrekken. Destijds behoorden de filmstudio's tot de modernste en grootste van Europa. Van 1920 tot 1970 werden er ruim 400 films geproduceerd. De eerste prent die in de studio's werd gedraaid, was De voerman des doods (1921) van Victor Sjöström.
Aan het einde van de jaren 1920 werd SF getroffen door een economische crisis. In de Grote Depressie gingen almaar minder mensen nog naar de film. In 1926 wilde Kreuger zijn bedrijf bijna verkopen aan de Duitse filmmaatschappij UFA, maar een herstructuring en de doorbraak van de geluidsfilm redden het bedrijf. De eerste geluidsfilm van SF ging in première op 11 augustus 1930.
In het begin van de jaren 1940 werd Ingmar Bergman scenarioschrijver bij SF. Hij maakte de filmmaatschappij bekend in het buitenland.
In 1983 werd SF opgekocht door het Zweedse mediaconcern Bonnier.